# Länsrätten i Uppsala län
Länsrätten i Uppsala län var en av Sveriges länsrätter.  Dess domkrets  omfattade Uppsala län. Kansliort var Uppsala. Länsrätten i Uppsala län låg under Kammarrätten i Stockholm.

## Domkrets
Eftersom Länsrättens i Uppsala län domkrets bestod av Uppsala län, omfattade den Enköpings, Heby, Håbo, Knivsta, Tierps, Uppsala, Älvkarleby och Östhammars kommuner. Beslut av kommunala myndigheter i dessa kommuner överklagades som regel till Länsrätten i Uppsala län. Mål om offentlighet och sekretess överklagades dock direkt till Kammarrätten i Stockholm.
Uppsala län hör från den 15 februari 2010 till domkretsen för Förvaltningsrätten i Uppsala.

## Centrala statliga myndigheter vars beslut överklagades till Länsrätten i Uppsala län
Livsmedelsverket och Läkemedelsverket ligger i Uppsala; beslut av dessa myndigheter överklagades därför till Länsrätten i Uppsala län.